# 広島県道61号三次庄原線
広島県道61号三次庄原線（ひろしまけんどう61ごう みよししょうばらせん）は、三次市と庄原市を結ぶ県道（主要地方道）である。

## 概要

### 路線データ
- 起点 : 三次市石原町（国道375号交点）
- 終点 : 庄原市板橋町・板橋町交差点（国道183号（国道432号重用）交点）
- 総延長 : 約22.1 km

## 歴史
- 1993年（平成5年）5月11日 - 建設省から、県道三次庄原線が三次庄原線として主要地方道に指定される[1]。

## 路線状況
旧三良坂町市街で狭い箇所があり、本路線と広島県道78号三良坂総領線の交点と、国道184号と広島県道224号三良坂停車場線の交点の間を結ぶ沖江バイパスの建設が進められ2009年（平成21年）2月19日開通。しばらくの間、新旧双方を県道として登録していたが、2014年（平成26年）11月5日に県道区間がそちらに統一されたため、狭隘区間はなくなった。

### 重複区間
- 国道184号（三次市三良坂町三良坂 地内）
- 広島県道440号羽出庭三良坂線（三次市石原町 - 三次市三良坂町三良坂）

## 地理

### 通過する自治体
- 三次市
- 庄原市

### 交差する道路
- 国道375号（広島県道440号羽出庭三良坂線 重複）（三次市石原町、起点）
- 尾道自動車道 三良坂IC（三次市三良坂町長田）
- 国道184号（三次市三良坂町三良坂、広島県道440号羽出庭三良坂線 終点）
- 国道184号・広島県道224号三良坂停車場線（三次市三良坂町三良坂）
- 広島県道78号三良坂総領線（三次市三良坂町三良坂・沖江交差点）
- 広島県道441号七塚三良坂線（三次市三良坂町仁賀）
- 広島県道443号実留春田線（庄原市実留町）
- 広島県道442号実留山内線（庄原市一木町）
- 国道183号（国道432号 重複）（庄原市板橋町・板橋町交差点、終点）

### 沿線にある施設など
- 国営備北丘陵公園